# ÖBB 1099 sorozat
Az ÖBB 1099 sorozat egy osztrák keskeny nyomtávolságú C'C' tengelyelrendezésű villamosmozdony-sorozat.

## Története
A mozdonysorozat eredetileg a Niederösterreichische Landesbahnen vasúttársaságnál szolgált 1910 és 1923 között. 1923–tól 1938-ig Bundesbahnen Österreichs-nél (BBÖ), majd 1938-tól a Deutsche Reichsbahn-nál dolgozott. 1946–tól 2010-ig pedig az ÖBB üzemeltette a sorozatot.